# Great Barr Hall
Great Barr Hall est un manoir du XVIIIe siècle situé à Pheasey, Walsall, à la frontière avec Great Barr, Birmingham, West Midlands, Angleterre. Il est associé à la Lunar Society et est un bâtiment classé Grade II.  Il est cependant en très mauvais état et est inscrit au registre des bâtiments à risque.

## Histoire

### Les Scott
Au milieu du XVIIe siècle, Richard Scott acquiert la maison alors située sur le site et connue sous le nom de Nether House. Vers 1777, Joseph Scott (plus tard Sir Joseph Scott, 1er baronnet Scott de Great Barr) remplace l'ancienne maison par un manoir à deux étages et neuf baies dans le style néo-gothique de Strawberry Hill. La maison est considérablement modifiée et agrandie vers 1840 et en 1863, une chapelle adjacente (qui n'a jamais été consacrée) est érigée sur un projet probablement de l'architecte George Gilbert Scott, un ami - mais pas un parent - de Sir Francis Scott. On pense que deux des pavillons existants sont de George Gilbert Scott.
À l'extérieur de la chapelle se trouvent les terrains funéraires de plusieurs animaux de compagnie de Lady Bateman Scott, inscrits avec des poèmes qu'elle a écrits pour eux .
Des problèmes financiers conduisent la famille Scott (qui a donné son nom au pub et centre commercial Scott Arms à proximité) à louer la maison vers 1788 à Samuel Galton, et pendant quelques années, elle devient un lieu de réunion de la Lunar Society. On dit qu'il s'agit du « lieu de rendez-vous favori » de cet illustre corps. En 1999, des mémoriaux en pierre à la Lunar Society, les " Moonstones ", sont érigés au supermarché Asda voisin.
En 1791, Sir Francis Scott, 3e baronnet, hérite du manoir de Great Barr de son oncle maternel Thomas Hoo et peut revenir vivre dans la maison à l'expiration du bail. Il meurt en 1863. Sa veuve Mildred vit dans le manoir jusqu'à sa mort en 1909.

### Après les Scott
En 1911, le domaine est acheté par un conseil d'administration d'hôpital local et, en 1918, devient l'hôpital psychiatrique St Margaret. De nombreux bâtiments hospitaliers isolés sont érigés près de la maison, et dans les années 1980, le terrain devient une réserve naturelle, gérée par le Staffordshire Nature Conservation Trust  mais la maison elle-même est abandonnée en 1978 et, malgré son classement de 1971 au Grade II *, est laissée à l'abandon. L'hôpital commence à fermer par phases à partir de la fin des années 1980. Le département masculin ferme en 1992 mais le département féminin ferme en mars 1997. Les derniers résidents, ceux à forte dépendance, quittent une partie plus récente du site en 2004 .
L'école spéciale, The Queslett School, ferme ses portes en décembre 1988 .
Pendant de nombreuses années les discussions et les négociations pour la protection de la maison n'ont abouti à rien. En 2006, Bovis Homes achète le domaine de 40 hectares et obtient le permis de construire pour le réaménagement du site. Nether Hall Park, un nouveau lotissement résidentiel, occupant une partie importante du domaine, est achevé dans les années 2010.
En mai 2011, la maison, toujours en ruine, est mise en vente pour 2,2 millions de livres sterling  par le Manor Building Preservation Trust , qui avait été autorisé à l'acheter neuf ans plus tôt  pour 900 000 £. Il n'a pas réussi à le vendre et il est donc à nouveau mis en vente aux enchères le 6 février 2012 par Van Weenan Estate Agents de Londres, avec un prix indicatif de 1 250 000 £. L'enchère la plus élevée étant de 1 140 000 £, la vente échoue. En mai 2012, il est vendu à un consortium de dix riverains .
La maison est inscrite au "registre des bâtiments à risque" d'English Heritage .

## Loges

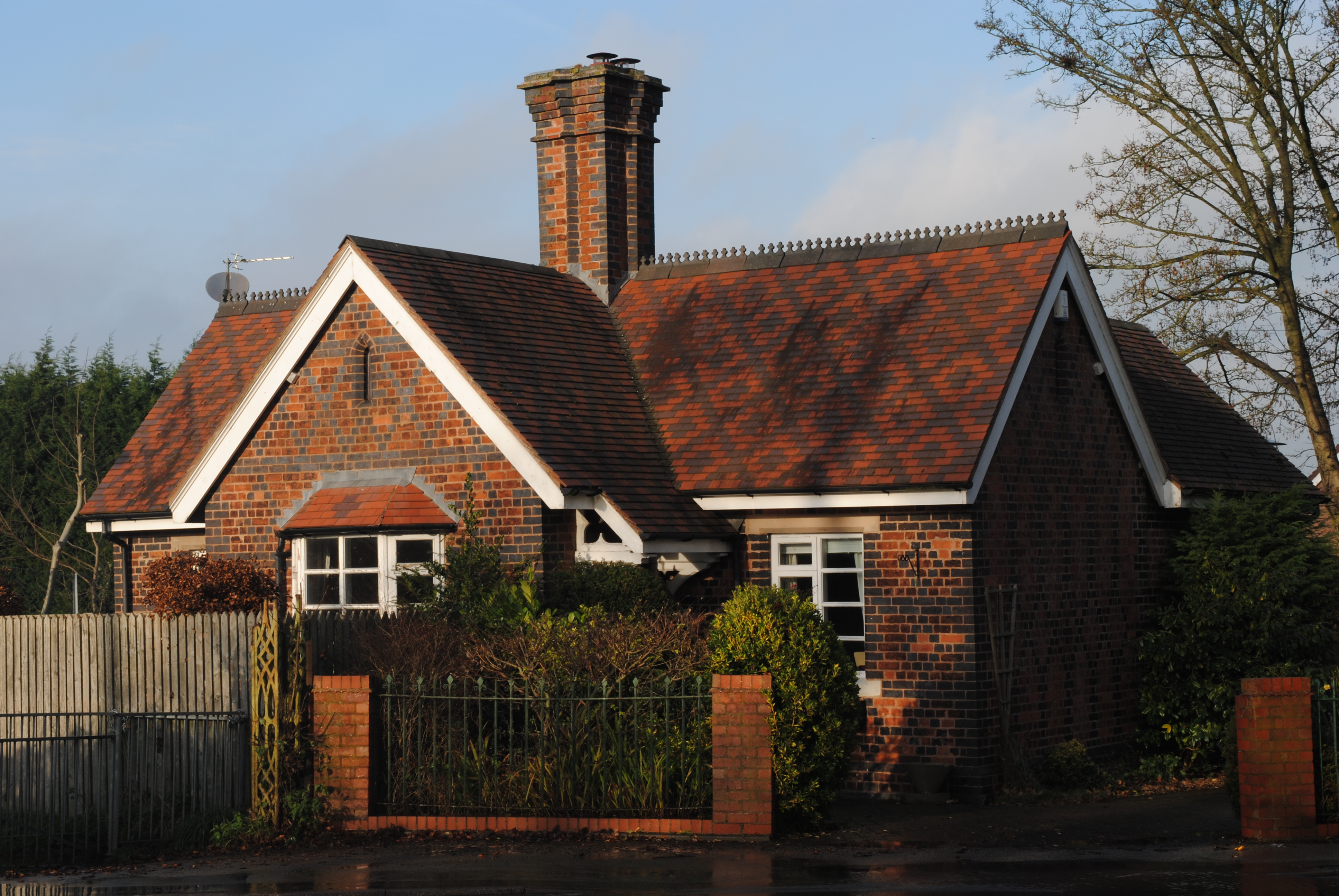
Avenue Lodge en décembre 2016

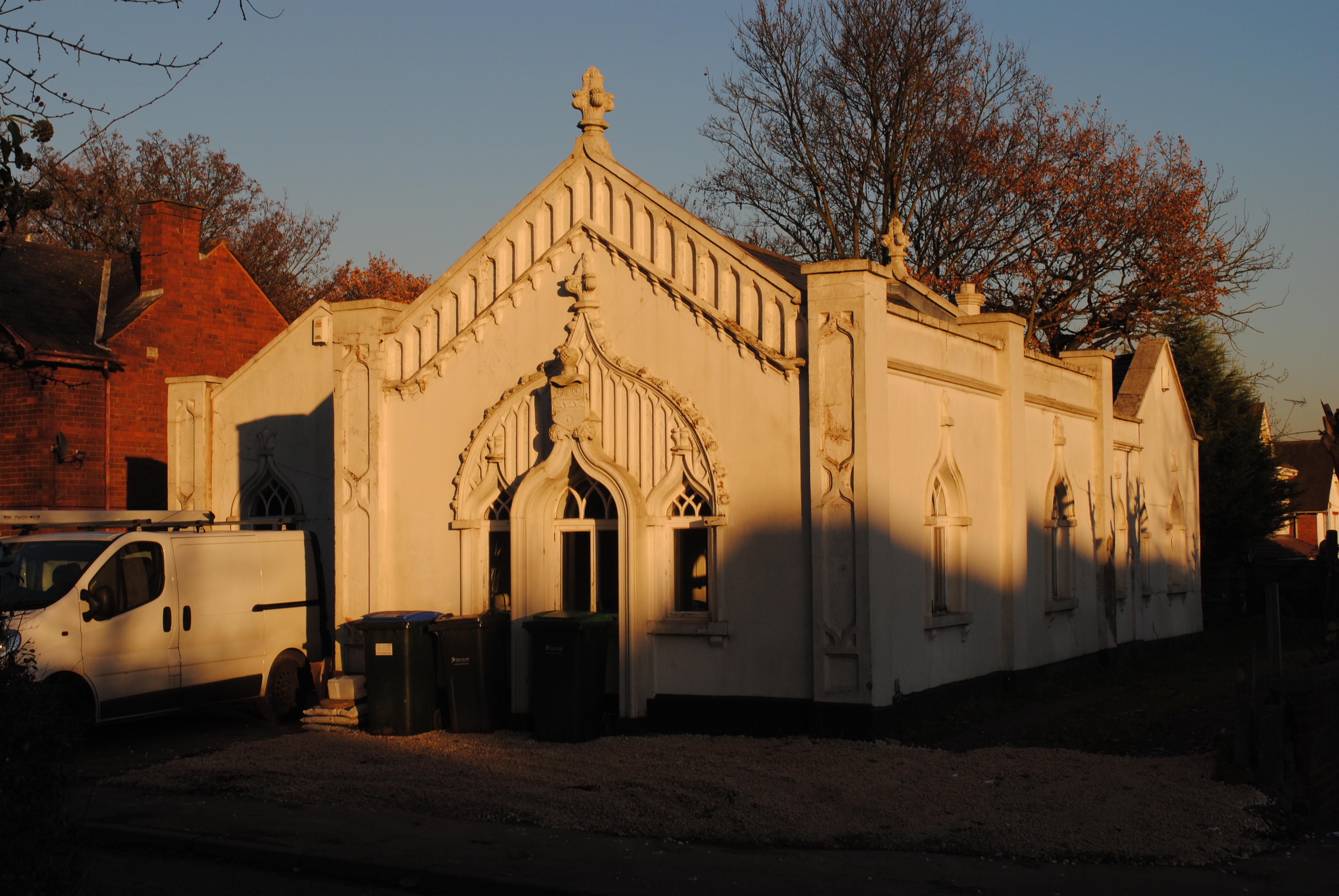
Handsworth Lodge vu en novembre 2016

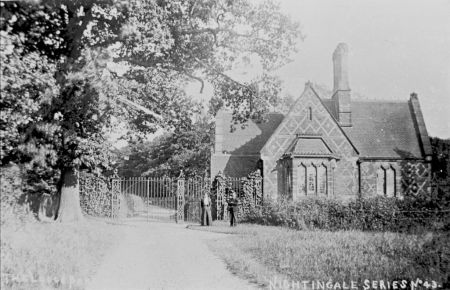
Walsall Lodge sur une carte postale de Frank Nightingale. La maçonnerie à chevrons a depuis été repeinte

Le manoir avait six pavillons ou guérites . Trois survivent:
- Avenue Lodge, sur Chapel Lane (52°33′38″N 1°55′50″W / 52.560556°N 1.930551°W)
- Handsworth Lodge, où Handsworth Drive rencontre Queslett Road (52°32′47″N 1°55′29″W / 52.546292°N 1.9246486°W)
- Walsall Lodge (maintenant connu sous le nom de Merrions Wood Lodge), sur Birmingham Road; conçu par George Gilbert Scott en 1858 (52°33′44″N 1°56′37″W / 52.5623476°N 1.9436356°W)

et trois sont perdus:
- Beacon Lodge, sur Beacon Road, près de la jonction avec Waverly Avenue (env.52°33′30″N 1°54′42″W / 52.5583335°N 1.9117714°W)
- Church Lodge, en face d'Avenue Lodge, de l'autre côté de Chapel Lane (env.52°33′38″N 1°55′48″W / 52.560474°N 1.930024°W)
- Queslett Lodge, près de l'endroit où Queslett Road rencontre Beacon Road (env.52°33′11″N 1°54′35″W / 52.5530792°N 1.9098169°W)

## Lacs
Une paire de grands lacs artificiels - maintenant connus sous le nom de Great Barr Hall Upper Lake et Great Barr Hall Lower Lake - se trouvent dans le parc de la salle, sur deux niveaux, séparés par une cascade qui est traversée par des gués. Le lac supérieur est alimenté par un ruisseau, le Holbrook, et coule, via le réservoir Perry, jusqu'à la rivière Tame, très près du pont Zig Zag à Perry Barr. De là, ses eaux s'écoulent, via le Trent, vers le Humber et la mer du Nord.